# Gubazès Ier
Pour les articles homonymes, voir Gubazès.
Gubazès ou Goubaz Ier (en géorgien : გუბაზი ; en grec : Γουβάζης) est un roi de Lazique, actif dans les années 450 et 460. Ses relations avec l'Empire romain d'Orient sont rapportés par Priscus.

## Biographie
Autour de 456, Gubazès tente de négocier une alliance avec les Perses sassanides dans le but de libérer son royaume de l'hégémonie romaine. En réponse, l'empereur Marcien envoie la même année une expédition visant à le faire abdiquer ou à déposer son fils, également co-souverain, « car c'était contre la tradition d'avoir deux dirigeants ». Finalement, Gubazès abdique en faveur de son fils, et en 466 se rend à Constantinople où il doit d'abord faire face aux réprimandes de l'empereur Léon Ier, mais il est finalement traité avec les honneurs puis renvoyé dans son pays natal, où il semble avoir pu reprendre son règne. La visite de Gubazès à Constantinople est également mentionnée dans la Vie de Saint Daniel le Stylite, où il est rapporté que Gubazes accompagne Léon rendre visite au réputé moine Daniel. Ce dernier impressionne grandement le roi du Lazique et sert d'intermédiaire pour la rédaction d'un traité entre les deux monarques.
Cette période coïncide avec la campagne lancée contre le Lazique par son voisin à l'est, le roi Vakhtang Ier d'Ibérie, racontée dans les Chroniques géorgiennes. Les activités de Vakhtang, alors vassal des Sassanides, peuvent avoir été une aide indirecte du shah sassanide, telle qu'offerte à Gubazès lors de sa rupture avec Rome.
Vers 468, Gubazès, aidé par les Romains, attaque la Suanie, une région montagneuse pro-perse, qui a précédemment fait sécession du Lazique. Cependant, hormis quelques forteresses, il échoue à récupérer le territoire. Son échec peut avoir été dû à l'interférence des Ibères : les Chroniques géorgiennes font allusion à une autre campagne, cette fois victorieuse, menée à la même époque par Vakhtang d'Ibérie en Lazique,.

### Famille
Ont lui connait un fils, Damnazès, qui lui succède sur le trône des Lazes. Selon Christian Settipani, il serait peut être aussi le père de Pharasmanes, noble Lazes qui fut Magister militum per Orientum en 505.